# Улрих III фон Тюбинген-Асперг
Улрих III (II) фон Тюбинген-Асперг (на немски: Ulrich III (II) Graf von Tübingen-Asperg; † ок. 1341) е граф на Тюбинген-Асперг и Байлщайн в района на Щутгарт.

## Живот
Той е син на граф Улрих I фон Тюбинген-Асперг († 5 avgust 1283) и съпругата му Елизабет фон Феринген († сл. 1264). Внук е на граф Вилхелм фон Тюбинген-Гисен († 1256) и Вилибирг фон Вюртемберг († 1252). Правнук е на пфалцграф Рудолф I фон Тюбинген (1160 – 1219) и Матилда фон Глайберг-Гисен (1150 – 1206), наследничка на Гисен.
След смъртта на баща му през 1283 г. в Хоенасперг управлява братовчед му Готфрид I фон Тюбинген († 1316), наричан фон Бьоблинген.
Улрих III (II) фон Асперг продава през 1308 г. замъка и град Асперг, с други собствености в Глемсгау, на граф Еберхард I фон Вюртемберг (1265 – 1325). След това никой не се нарича повече „Граф фон Асперг“.

## Фамилия
Улрих III се жени пр. 2 септември 1309 г. за графиня Анна фон Льовенщайн-Шенкенберг († сл. 7 май 1338), дъщеря на граф Албрехт I фон Шенкенберг-Льовенщайн († 11 юни 1304), извънбрачен син на крал Рудолф фон Хабсбург († 1291), и втората му съпруга Лиутгарда фон Боланден († 1325). Те имат пет бездетни деца:
- Вилхелм IV фон Тюбинген-Асперг († сл. 1357), женен за Елизабета Сансеверино
- Улрих IV фон Тюбинген († 1338/1340)
- Ханс II фон Тюбинген († сл. 1340)
- Луитгард фон Тюбинген († сл. 1365)
- ? Хайнрих фон Асперг († сл. 1326)